# Zilatéon
Zilatéon est une localité située dans le département de Batié de la province du Noumbiel dans la région Sud-Ouest au Burkina Faso.

## Géographie
Zilatéon se trouve à 12 km au Nord-Est de Batié chef-lieu du département, de la route nationale 11 et à 2 km de Koriba.

## Histoire
Zilateon signifie en langue Dagara nid d’épervier.  Zilateon est fondé par Somé Nikari venu du Ghana.

## Économie
L'économie est basée sur l'agriculture, l'élevage et le commerce. Zilatéon possède un marché où l'on vend plusieurs produits comme les céréales, les noix de karité, les volailles et les caprins, etc. Ce marché se tient chaque lundi. L'offre et la demande viennent parfois des villages qui l'entourent comme Koriba, Tagninteon, Zindi, Camanteon, Kpèkar, Danzoupar, Dakira, Valkoukoula.

## Santé et éducation
Une école primaire publique  est construite en 1975.
Le centre de soins le plus proche de Zilatéon est le centre médical avec antenne chirurgicale (CMA) de la province à Batié.